# Journée du steak et de la pipe
La journée du steak et de la pipe est une fête satirique non officielle,, créée aux États-Unis en réponse masculine à la Saint-Valentin et célébrée un mois plus tard, le 14 mars. Ce jour-là, les femmes sont censées préparer un filet de steak et faire une fellation à un homme en réponse aux cartes, chocolats, fleurs et autres cadeaux offerts par les hommes le jour de la Saint-Valentin,.
Cette fête n'a pas de statut officiel, il s'agit d'un mème populaire sur Internet plutôt que d'une véritable célébration. Divers souvenirs et clips vidéo ont été produits à ce sujet,. Il a été conçu en 2002 par DJ Tom Birdsey sur la radio WFNX.